# ハリー・ハモンド・ヘス
ハリー・ハモンド・ヘス（Harry Hammond Hess、1906年5月24日 - 1969年8月25日）は、アメリカ合衆国の海洋地質学者、海洋科学者。

## 経歴
1906年にニューヨークで出生。1927年に電気工学専攻のためイェール大学に入学し1927年に理学博士を取得し同大学を卒業。その後は地質学研究に変えてローデシアで地質学者として探検を2年間したのち、プリンストン大学の大学院で博士論文でバージニアかんらん岩の研究をはじめた。1932年から翌年までラトガース大学の講師をしたのち、ワシントンにある地球物理学研究所に調査員として1年在籍した。その後はケンブリッジ大学などの客員教授に就任した。
1960年代からロバート・シンクレア・ディーツと時同じくして海洋底拡大説を提唱した。
全米科学アカデミー議長在任中の1969年、マサチューセッツ州で開催されていた宇宙科学会議に出席中に心臓発作で死去。アポロ11号が持ち帰った月の岩石の分析に着手する矢先の出来事であった。墓所はアーリントン国立墓地。

## 業績
ヘスは第二次世界大戦時にアメリカ海軍に海軍士官として従軍し USS Cape Johnson に乗船しフィリピン海溝でケープ・ジョンソン海淵、1946年にはギョー（guyot、平頂海山）を発見した。ギョーという名前はアメリカの地理学者のアーノルド・ヘンリー・ギョー（Arnold Henry Guyot、1807年9月28日 - 1884年2月8日）に因みヘスが命名。

## 著書
- History of Ocean Basins（1962）